# Crinia tinnula
Crinia tinnula é uma espécie de anura da família Myobatrachidae.
É endémica da Austrália.

## Morfologia
Tem o dorso castanho, cinzento, bege ou avermelhado, por vezes com listas ou manchas longitudinais. O ventre é branco com pequenas manchas pretas e uma distinta faixa clara no meio que se estende ao longo da garganta.
Os dedos das mãos e dos pés não têm membranas e são grandes em relação ao tamanho do corpo; ambos sem discos. A pupila é horizontal e a íris é dourada.